# Приключения Нацуко
«Приключения Нацуко» (яп. 夏子の冒険, нацуко но бо:кэн; англ. Natsuko's Adventure) — японский фильм, поставленный режиссёром Нобору Накамурой в 1952 году. Выпуск на экран — 1953. Второй цветной фильм кинокомпании «Сётику» после «Кармен возвращается домой» (1951, реж. Кэйсукэ Киносита). Экранизация одноимённого романа Юкио Мисимы. Несмотря на во многом юмористическое обращение, портрет бескомпромиссных и волевых персонажей характерен для видения автора Мисимы. Фильм дошёл до наших дней не в полной сохранности. В сохранившихся плёнках в некоторых сценах отсутствует изображение, но есть звук; в то же время в одной из частей ближе к концу визуальный ряд сохранился, но отсутствует саундтрек. В этом месте в настоящее время вставлены титры из исходного сценария. 

## Сюжет
Нацуко, прекрасная молодая девушка из богатой токийской семьи, по своему характеру упряма и своевольна (к ужасу её родных). Она устала от своей нынешней жизни и измучена отсутствием пыла в современных столичных парнях, которые какими бы успешными они не были, являются по её мнению слабыми и безвольными. Им не хватает одной вещи, которую она хотела бы в них видеть... страсти. Поэтому она отказывается от брака, бросает школу и решает, к ужасу её матери, стать монахиней в женском монастыре Хакодатэ, расположенном на самом северном из японских островов, на Хоккайдо. Однако случайная встреча в пути с молодым человеком по имени Цуёси меняет её планы. Этот парень хочет отомстить медведю, убившему его девушку, и он вызывает её интерес. Начинается охота на медведя. Этим двоим предстоят весёлые приключения и появляется... страсть.

## В ролях
- Риэко Суми — Нацуко Мацуура
- Тиэко Хигасияма — Каё, бабушка Нацуко
- Рюдзи Кита — отец Нацуко
- Тэруми Киси — Мицуко, мать Нацуко
- Сатико Мурасэ — Ицуко, тётя Нацуко
- Масао Вакахара — Цуёси Ида
- Тэйдзи Такахаси — Ногути
- Кэйко Авадзи — Акико
- Ёко Кацураги — Фудзико
- Итиро Идзава — Нарусэ
- Такэси Сакамото — Усида

## Премьеры
- — национальная премьера фильма состоялась 14 января 1953 года[2].
- — 2 июля 2016 года фильм был показан в рамках мини-ретроспективы ранних цветных фильмов японского кино на Il Cinema Ritrovato (Международный фестиваль забытых фильмов) в Болонье[1].